# Constantina Tomescu
Constantina Tomescu (nascida Diṭă; Turburea, 23 de janeiro de 1970) é uma fundista romena, campeã olímpica da maratona feminina nos Jogos Olímpicos de Pequim.
Quando adolescente, ela interessou-se pelo atletismo através das vitórias nas pistas da atleta romena Maricica Puica, campeã olímpica dos 3000 m nos Jogos Olímpicos de Los Angeles em 1984. Seu primeiro sucesso internacional veio no Campeonato Europeu de Cross Country, em 1999, na Eslovênia, onde conseguiu duas medalhas de prata, na prova individual e por equipes com a Romênia. A partir daí ela começou a disputar maratonas e ficou em 10º lugar no Campeonato Mundial de Atletismo de 2001, em Edmonton, no Canadá, prova ganha por sua compatriota Lidia Simon - então vice-campeã olímpica da maratona em Sydney 2000 - e onde conseguiu sua melhor marca até então, 2h30m38s.
Participou pela primeira vez dos Jogos em Atenas 2004 onde ficou em 20º lugar e no mesmo ano venceu a Maratona de Chicago, nos Estados Unidos, conseguindo seu então melhor tempo da carreira, 2h23m45s. No ano seguinte, foi medalha de bronze na prova no Mundial de Helsinque 2005 e campeã mundial de meia-maratona em Edmonton. Voltando a Chicago para defender seu título, ficou em segundo lugar mas melhorou sua marca pessoal para 2h21m30s.
Em 17 de agosto de 2008, Constantina, mesmo sem ter nenhum favoritismo, disputou e venceu - abrindo larga vantagem das demais competidoras a partir da metade da prova - a maratona feminina olímpica em Pequim em 2h26m44s. Com este triunfo, conquistado aos 38 anos, ela tornou-se não só a corredora mais velha a vencer uma maratona olímpica, mas o mais velho campeão olímpico desta prova de ambos os sexos; até então o feito pertencia ao português Carlos Lopes, campeão olímpico em Los Angeles 1984 aos 37 anos de idade.
Recordista nacional romena da prova desde 2005, ela voltou pela última vez aos Jogos Olímpicos em Londres 2012, onde, aos 42 anos, mais uma vez participou da maratona, desta vez sem conseguir classificação expressiva, chegando nas últimas colocações.

## Melhores marcas pessoais
- 5000 metros - 15m28s91 (2000)
- 10000 metros - 31m49s47 (2006)
- Meia maratona - 1h08m10s (2002)
- Maratona - 2h21m30s (2005)